# Denisa Barešová

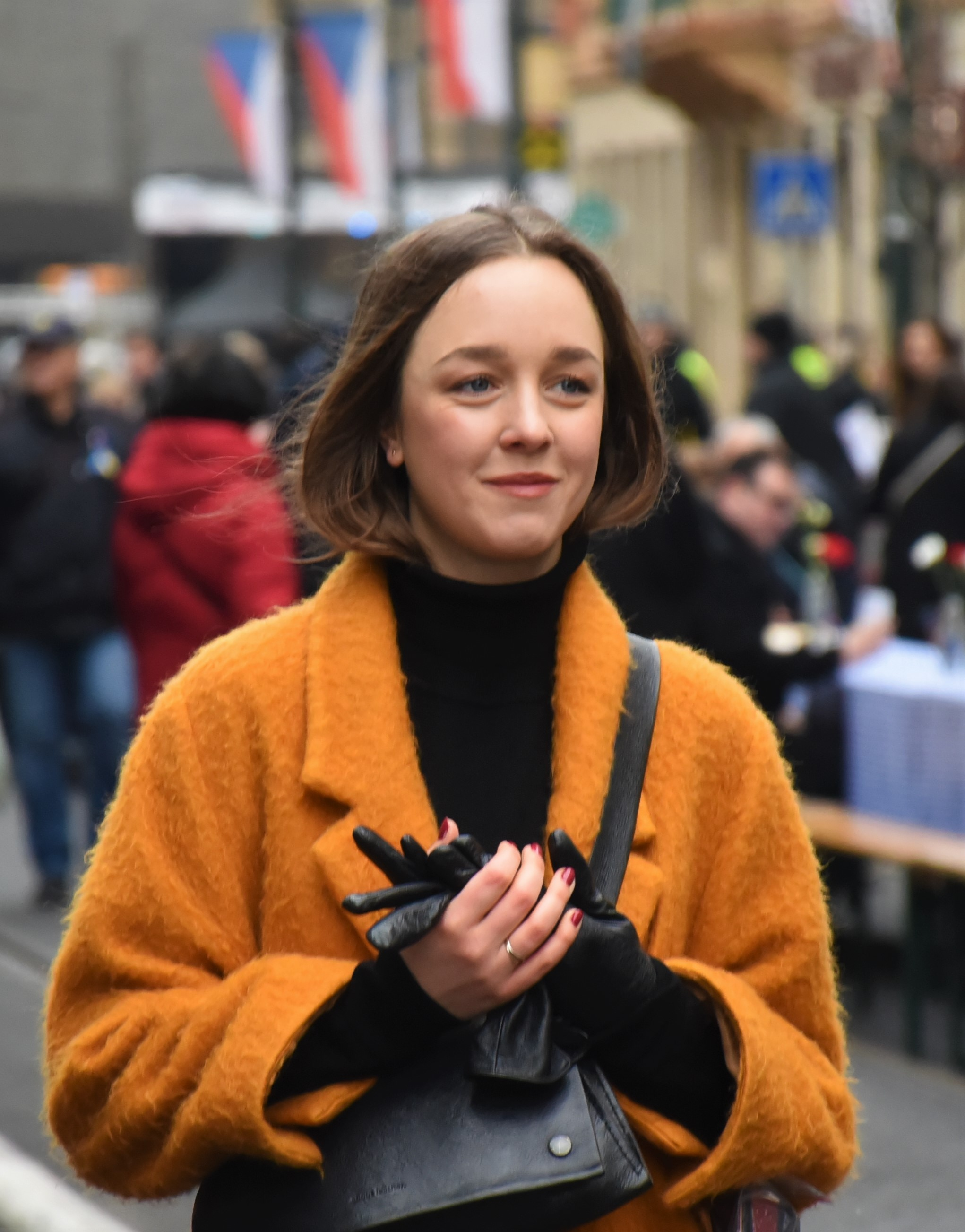
Denisa Barešová im Jahr 2022

Denisa Barešová (* 16. Dezember 1995 in Prag) ist eine tschechische Schauspielerin.

## Leben
Denisa Barešová wurde 1995 in der tschechischen Hauptstadt Prag geboren und kam früh mit Schauspiel und Musik in Kontakt. Sie nahm am Gymnasium Gesangsunterricht und wurde auch an einer Musikschule in Prag ausgebildet. Im Alter von acht Jahren sang sie in einem bekannten Radiokinderchor, später mit 15 Jahren wechselte sie dann in den OLDstars-Klub, wodurch sie an wichtigen Produktionen mitwirkte.
Schauspielerisch trat sie schon im Teenageralter auf der großen Bühne auf. So spielte sie im Dezember 2007 im Nationaltheater (Národní divadlo) an der Seite von Vlasta Chramostová in dem Stück Babička, in welchem sie die Rolle der Adélka übernahm. In den nachfolgenden Jahren war sie wiederholt in Theateraufführungen zu sehen. 2014 trat sie der Theaterfakultät der Akademie der Musischen Künste in Prag (DAMU) bei, wo sie Schauspiel studierte und ihr zum Abschluss der Jiří-Adamíra-Preis verliehen wurde. Ihre Dozenten waren unter anderem Ladislav Mrkvička, Petra Špalková, Marie Štípková und Daniel Špinar. 2021 wurde Barešová mit dem Cena Thálie („Thalia-Preis“) als Beste Schauspielerin unter 33 Jahren ausgezeichnet.
Ihre erste Filmrolle erhielt sie in dem 2010 veröffentlichten Film Román pro muže, in dem sie das jüngere Ich einer der Hauptdarstellerinnen darstellte. Ab Mitte der 2010er Jahre nahmen die Rollenangebote in Film- und Fernsehproduktionen zu. Im Film Jan Palach spielt sie die Partnerin des Protagonisten. Für ihre Rollen in der Serie Kukačky, der Miniserie Die Verdächtige sowie in den Filmen Her Body - A True Porn Story (Její tělo) und Smetana wurde sie von 2022 bis 2025 vier Mal nacheinander für den Český lev („Böhmischer Löwe“) als Beste Nebendarstellerin nominiert, ging jedoch immer leer aus.

## Filmografie
- 2010: Román pro muže
- 2014: Nevinné lži (Fernsehserie, 1 Folge)
- 2015: Laputa
- 2017: Specialisté (Fernsehserie, 1 Folge)
- 2018: Vzteklina (Fernsehserie, 1 Folge)
- 2018: Jan Palach
- 2018: Profesor T. (Fernsehserie, 1 Folge)
- 2019: The Pleasure Principle - Geometrie des Todes (Princip slasti) (Fernsehserie, 1 Folge)
- 2019: Sever (Fernsehserie, 1 Folge)
- 2020:	Krajina ve stínu
- 2020:	Terapie sdílením (Fernsehserie, 1 Folge)
- 2021:	Božena (Fernsehserie, 2 Folgen)
- 2021: Zrcadla ve tme
- 2021: Hadry, kosti, kuze (Fernsehfilm)
- 2021–2023: Kukačky (Fernsehserie, 26 Folgen)
- 2021–2022: Die Verdächtige (Podezření) (Fernsehserie, 3 Folgen)
- 2021: Lady Macbeth z Újezdu (Fernsehfilm)
- 2022: Guru (Fernsehserie, 3 Folgen)
- 2022: Promlčeno
- 2022: Chlap (Fernsehserie, 10 Folgen)
- 2022: Victim (Obet)
- 2023: Pulnocní zpoved (Fernsehserie, 8 Folgen)
- 2023: Her Body - A True Porn Story (Její tělo)
- 2023: Die Schwiegermutter (Prisla v noci)
- 2024: Amerikánka
- 2024: Vlastne se nic nestalo (Fernsehserie, 4 Folgen)
- 2024: Smetana (Fernsehfilm)